# Ionuț Balaur
Ionuț Balaur (n. 6 iunie 1989, Vaslui, Vaslui, România) este un fotbalist român, care joacă pe post de fundaș la Unirea Alba Iulia în Liga a III-a.